# Star Fox Adventures
Star Fox Adventures is een computerspel ontwikkeld door Rare en uitgegeven door Nintendo voor de Nintendo GameCube. Het actie-avonturenspel is uitgekomen in de VS op 23 september 2002, in Japan op 27 september 2002 en in Europa op 15 november 2002.

## Plot
Het spel vindt plaats op Dinosaur Planet in het Lylat-sterrenstelsel, dat uit elkaar valt. Hoofdpersoon Fox McCloud heeft de taak om de planeet te herstellen nadat delen ervan zijn afgebroken en in de ruimte zweven. Nadat hij op Dinosaur Planet is geland, ontdekt Fox een mysterieuze toverstok van een onbekende vrouw genaamd Krystal die is ontvoerd. Met de hulp van zijn teamgenoten gaat hij op weg om Krystal en de planeet te redden.

## Spel
In het spel bestuurt de speler Fox McCloud in een driedimensionale spelwereld, die thematisch is verdeeld in verschillende gebieden. Doel van het spel is om de vier gestolen ouderstenen te vinden die de energie van de planeet bevatten, en om zes Krazoa-geesten te vinden die over de planeet en haar bewoners waken.
Fox wordt vergezeld in het spel door een kleine dinosaurus genaamd Tricky, die speciale vaardigheden bezit en vijanden ook kan aanvallen. In het spel zijn er zowel missies te voet alsmede in de lucht, die al schietend voltooid moeten worden om door te kunnen gaan naar het volgende level.

## Ontvangst
| Recensiescore             | Recensiescore |
| Recensieverzamelaar       | Score         |
| ------------------------- | ------------- |
| GameRankings              | 80,23%        |
| Metacritic                | 82%           |
| Publicist                 | Score         |
| 1UP.com                   | B+            |
| Electronic Gaming Monthly | 7,17          |
| Eurogamer                 | 6             |
| Famitsu                   | 32/40         |
| Game Informer             | 8,75          |
| GameSpot                  | 8,3           |
| IGN                       | 9             |

Star Fox Adventures ontving positieve recensies. Men prees het grafische gedeelte, de variatie in het spel en het gevechtssysteem. Ook werd gelijkenis met de Zelda-serie genoemd. Kritiek was er op de stemmen in het spel en de omgeving die niet realistisch overkwam voor een Star Fox-spel.
Op aggregatiewebsites GameRankings en Metacritic heeft het spel verzamelde scores van respectievelijk 80,23% en 82%.